# ゲルマン・チトフ
ゲルマン・ステパノヴィチ・チトフ（ロシア語: Ге́рман Степа́нович Тито́в、Gherman Stepanovich Titov、1935年9月11日 - 2000年9月20日）は、ソビエト連邦の宇宙飛行士。ガガーリンの次に宇宙に行ったソ連の宇宙飛行士として知られている。最終階級は大将。軌道宇宙飛行をおこなった人物としては2023年現在も史上最年少である。

## 概要

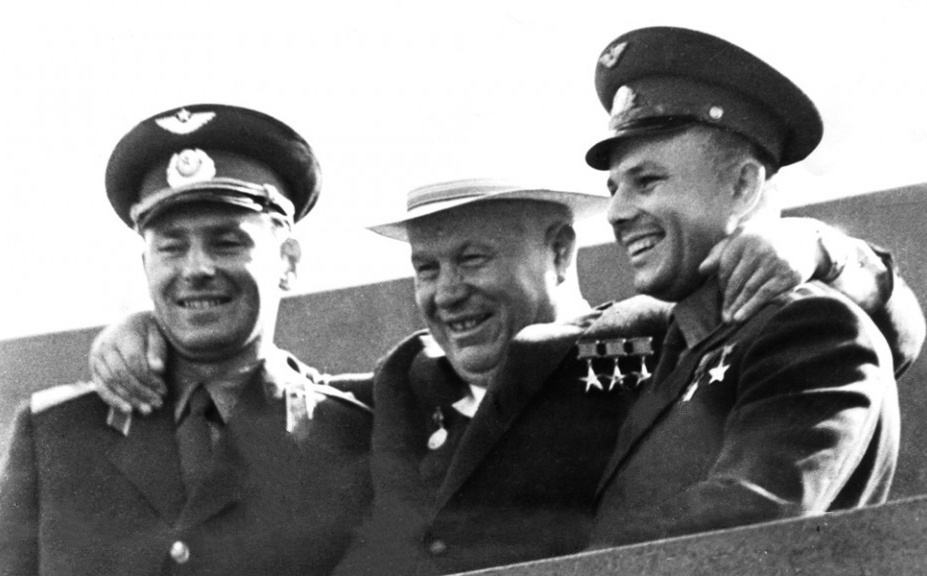
チトフ（左）、ニキータ・フルシチョフ（中央）、ガガーリン（右）

アルタイ地方ウェルクニエ・ジリノ村出身。スターリングラード航空士官学校卒業後、空軍のパイロットになった。1960年には宇宙飛行士に選ばれて訓練を受け始めている。
1961年8月7日に打ち上げられたボストーク2号に乗って一日以上宇宙を周回した。滞在中に地球や宇宙空間を直に撮影した人間としては初となった。ボストーク2号のコールサインは「オリョール（Орёл）」（鷲）で、宇宙酔いを初めて経験している。また、初めて宇宙船を操縦し、機内で食事をするなどの実験を行っている。先立って行われたガガーリン時の実験では大気圏外で単に体が機内で固定されていたのみで一切が何も出来ないものだったのに対し、自身の場合は自由性に富んだ実験だったものと後年本人もこれについてはコメントしている。ガガーリンの発言とよく間違われている「神は見当たらなかった」はチトフが訪米した時にシアトルで記者団に向けて放った発言である。このとき、チトフは25歳で、これは長い間史上最年少の宇宙飛行記録だった。2021年7月21日にブルーオリジンの宇宙船ニューシェパードで弾道飛行をおこなったオリヴァー・ダーメンが18歳で「最年少の宇宙飛行」を更新したが、軌道宇宙飛行に関しては依然としてチトフが最年少である。
この宇宙飛行の後は後任の宇宙飛行士の指導に当たった。1988年2月17日、空軍での最終的階級である航空大将（Генерал-полковник авиации）に昇進した。
ソ連崩壊後の1991年10月に予備役編入。1995年、ロシア連邦議会下院選にロシア連邦共産党から立候補し、当選した。2000年、モスクワでサウナの入浴中、心筋梗塞によって死亡。ノヴォデヴィチ修道院に埋葬された。

## 顕彰
最初期の宇宙飛行士として東側の英雄として扱われた。レーニン勲章などの勲章や、ブルガリア社会主義労働英雄、ベトナム労働英雄、モンゴル英雄などの栄誉ある称号を多く与えられている。